# Huauchinancingo
Huauchinancingo är en ort i Mexiko.   Den ligger i kommunen Zacatlán och delstaten Puebla, i den sydöstra delen av landet, 140 km nordost om huvudstaden Mexico City. Huauchinancingo ligger 1 973 meter över havet och antalet invånare är 246.
Terrängen runt Huauchinancingo är kuperad söderut, men norrut är den bergig. Runt Huauchinancingo är det ganska tätbefolkat, med 96 invånare per kvadratkilometer. Närmaste större samhälle är Zacatlán, 9,2 km söder om Huauchinancingo. I omgivningarna runt Huauchinancingo växer i huvudsak blandskog.